# Karel Černovský
Karel Černovský (13. září 1899 Polička – 20. září 1980 Plaveč) byl český houslista, hudební skladatel a pedagog.

## Život
Karel Černovský byl syn učitele hudby Josefa Černovského. Maturoval v Poličce - obor housle a z houslí složil i roku 1934 státní zkoušku u Alberta Peka ve Znojmě, kam se přestěhoval se svojí ženou.
Po válce se Černovský usadil u Mikulovic, ale po smrti své ženy v roce 1963 se přestěhoval k dceři do Znojma, za další tři roky se stěhoval již naposled, do domova důchodců v Plavči, kde byl, jak sám rád říkal, „mezi svými prostými venkovskými lidmi z krásné krajiny severně od Znojma, kolem Horních Dunajovic a Mikulovic“.[zdroj?]

## Dílo
Celý svůj život zasvětil učitelskému povolání a skládání hudby, v zapadlých vesnicích Moravy šířil dobrou hudbu hrou na housle i na chromatickou harmoniku. Do jeho obsáhlého díla patří:
- Směs národních písní pro smyčcové kvinteto s klavírním doprovodem (1936, Znojmo)
- Slavnostní pochod na motivy Harflovy znělky
- Pochod Jaroslava Rauše
- Groteska pro orchestr (1943, Jaroměřice nad Rokytnou)
- Na Vranovské přehradě
- Přímětická polka
- Pozdrav ze Znojemska

### Zpěvník
K nejpozoruhodnějšímu dílu Karla Černovského pro školní účely patří zpěvník Jak učím zpěvu na obecné škole ménětřídní (Zábřeh, vlastní náklad, 1936). Černovský zpěvník hradil z vlastních nákladů, a ještě koncem roku 1936 na něj dostal státní patentní listinu, díky níž začal svůj vlastní zpěvník používat pro vyuku hudby. Brzy se jeho zpěvník těšil veliké popularitě a rozšířil se do většiny základních škol v Československé republice. Během války byla skoro všechna vydání zpěvníku zničena a dodnes se dochovalo jen několik exemplářů.